# Chlorogonalia coeruleovittata
Chlorogonalia coeruleovittata är en insektsart som beskrevs av Victor Antoine Signoret 1855. Chlorogonalia coeruleovittata ingår i släktet Chlorogonalia och familjen dvärgstritar. Inga underarter finns listade i Catalogue of Life.